# Pontiac 2+2
Pontiac 2+2 — полноразмерный автомобиль на B-платформе, опционный пакет для Pontiac Catalina. С 1966 по 1967 выпускался как отдельная модель. Отличается от базовой Каталины отделкой, усиленной подвеской и эмблемой «2+2». Пакет предлагался к двухдверным кузовам Hardtop и Convertible. 

## Название
2+2 — обозначение, которое американцы заимствовали у европейских спорткаров, имевших два передних и два задних сиденья. Официально Pontiac обозначал это авто как «модель обычного исполнения». Несмотря на то, что фактически автомобиль стал пакетом усовершенствований для Каталины, в 1965 году название Catalina больше не используется. Официально автомобиль выпускается отдельной серией в 1966 году, в 1967 производитель возвращается к варианту выпуска модели на Каталине и вскоре по причине плохих продаж выпуск серии в США был остановлен. В Канаде «2+2» выпускают до 1970 года. Все канадские модели имели корпус Pontiac, а двигатели от Chevrolet.

## Дизайн
- Ковшеобразные сиденья.
- Выбор КПП — механическая, 4-ступенчатая или автоматическая.
- Значки на крыльях, в салоне и капоте.
- Металлическая отделка по всей длине.